# پریمرا بی شیلی
 لیگ دسته دوم فوتبال شیلی  (به اسپانیایی: Primera B de Chile) پس از لیگ برتر فوتبال شیلی معتبرترین لیگ فوتبال در کشور شیلی است.
این مسابقات از سال ۱۹۵۲ میلادی با شرکت ۱۶ تیم از سراسر شیلی برگزار می‌شود.